# Scarabatermes amazonensis
Scarabatermes amazonensis är en skalbaggsart som beskrevs av Henry Fuller Howden 1973. Scarabatermes amazonensis ingår i släktet Scarabatermes och familjen Hybosoridae. Inga underarter finns listade i Catalogue of Life.